# Badalona Dracs 2022
Questa voce raccoglie le informazioni riguardanti i Badalona Dracs nelle competizioni ufficiali della stagione 2022.

## Maschile

### LNFA Serie A 2022

#### Stagione regolare
| L'Hospitalet de Llobregat 15 gennaio 2022, ore 15:00 1ª giornata | L'Hospitalet Pioners | 3 – 48 referto | Badalona Dracs | Stadio de la Feixa Llarga |

| Badalona 6 febbraio 2022, ore 11:00 3ª giornata | Badalona Dracs | 49 – 7 referto | Zaragoza Hurricanes | Camp Municipal de Montigalà |

| Barberà del Vallès 13 febbraio 2022, ore 11:00 4ª giornata | Barberá Rookies | 35 – 20 referto | Badalona Dracs | Instal·lacions de Can Llobet |

| Sa Vileta-Son Rapinya 27 febbraio 2022, ore 11:00 5ª giornata | Mallorca Voltors | 13 – 35 referto | Badalona Dracs | Polideportivo Municipal de Son Moix |

| Badalona 6 marzo 2022, ore 13:00 6ª giornata | Badalona Dracs | 54 – 14 referto | L'Hospitalet Pioners | Camp Municipal de Montigalà |

| Saragozza 27 marzo 2022, ore 12:00 8ª giornata | Zaragoza Hurricanes | 28 – 42 referto | Badalona Dracs | CDM David Cañada |

| Badalona 3 aprile 2022, ore 11:30 Anticipo 10ª giornata | Badalona Dracs | 37 – 21 referto | Mallorca Voltors | Camp Municipal de Montigalà |

| Badalona 10 aprile 2022, ore 11:30 9ª giornata | Badalona Dracs | 7 – 21 referto | Barberá Rookies | Camp Municipal de Montigalà |

#### Playoff
| 7 maggio 2022 Semifinale | Osos de Rivas | 39 – 7 | Badalona Dracs |  |

### Statistiche di squadra
| Competizione           | %Vittorie | In casa | In casa | In casa | In casa | In casa | In casa | In trasferta | In trasferta | In trasferta | In trasferta | In trasferta | In trasferta | Totale | Totale | Totale | Totale | Totale | Totale |
| Competizione           | %Vittorie | G       | V       | N       | P       | Pf      | Ps      | G            | V            | N            | P            | Pf           | Ps           | G      | V      | N      | P      | Pf     | Ps     |
| ---------------------- | --------- | ------- | ------- | ------- | ------- | ------- | ------- | ------------ | ------------ | ------------ | ------------ | ------------ | ------------ | ------ | ------ | ------ | ------ | ------ | ------ |
| LNFA Stagione regolare | .750      | 4       | 3       | 0       | 1       | 147     | 63      | 4            | 3            | 0            | 1            | 145          | 79           | 8      | 6      | 0      | 2      | 292    | 142    |
| LNFA Playoff           | .000      | 0       | 0       | 0       | 0       | 0       | 0       | 1            | 0            | 0            | 1            | 7            | 39           | 1      | 0      | 0      | 1      | 7      | 39     |
| Totale                 | .667      | 4       | 3       | 0       | 1       | 147     | 63      | 5            | 3            | 0            | 2            | 152          | 118          | 9      | 6      | 0      | 3      | 299    | 181    |